# Бортовой киль

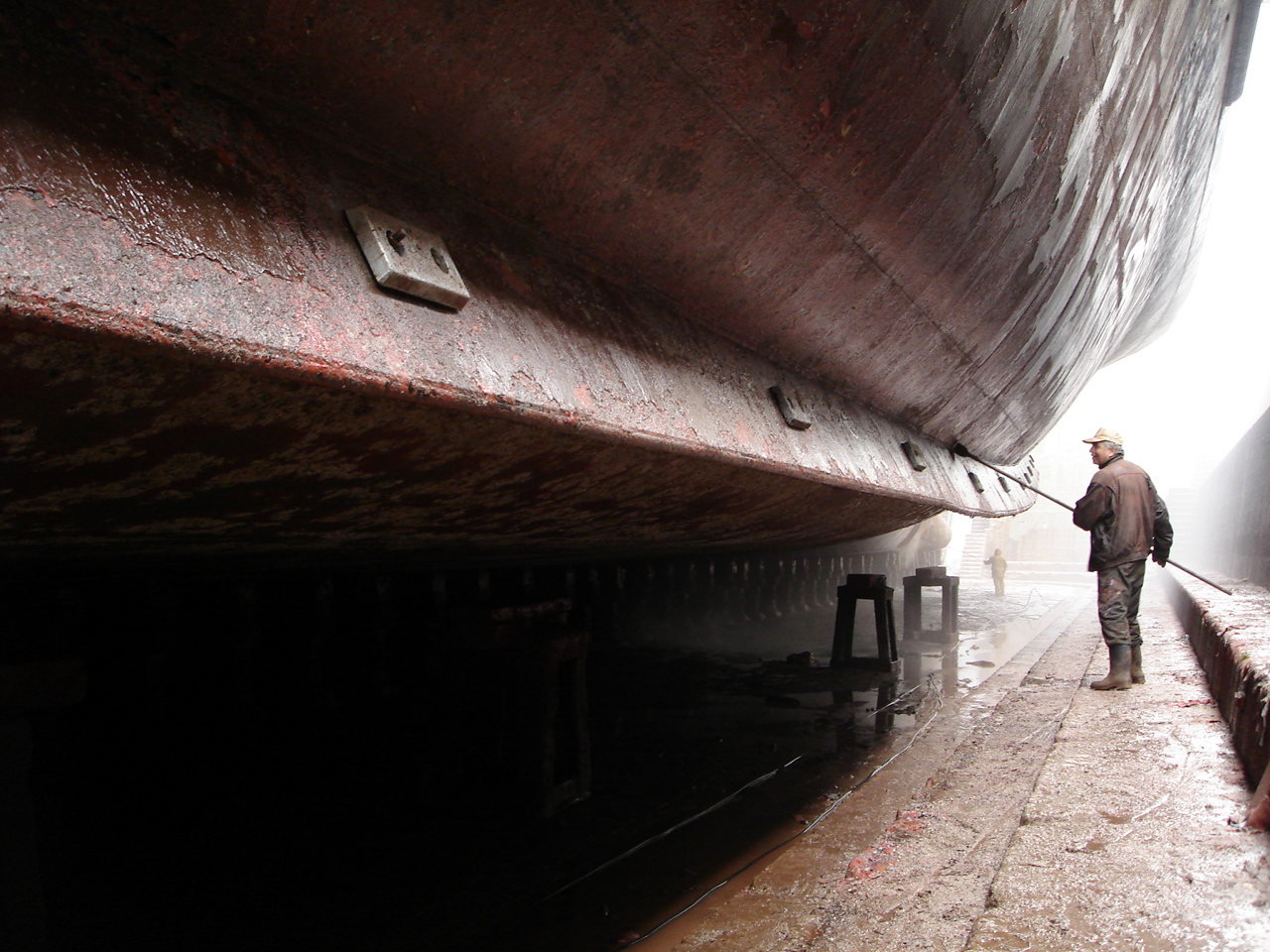
Очистка бокового киля в доке

Бортово́й киль (в XIX веке назывался «боковым», в середине XX — «бортовым») — специальное устройство, расположенное на скуловой части обвода некоторых кораблей. В отличие от традиционного киля, служащего прежде всего для обеспечения прочности корпуса судна, основным назначением бортового киля является уменьшение боковой качки во время движения. Они представляют собой длинные пластины, установленные вдоль борта в районе скулы, откуда и пошло их название.

## Устройство
Скуловые кили являются простейшими и самыми распространёнными пассивными успокоителями бортовой качки.
В большинстве случаев боковые (бортовые) кили состоят из выступающего ребра, укреплённого непосредственно к обшивке судна на скуловой части обвода. Они располагаются в средней части корабля, на ½—⅔ всей его длины. Эти пластины устанавливают по нормали к скуле в средней части корпуса вдоль линии тока воды. Как правило, высота боковых килей колеблется в диапазоне от тридцати сантиметров до 0,75 метра.
В начале XX века боковыми килями иногда пользовались для установки на них судна в корабельном доке, для чего они имели сечение с нижней плоской гранью, параллельной плоскости среднего киля; прочность боковых килей в этом последнем случае существенно усиливалась.
На кораблях с полным образованием миделя (близким к прямоугольнику) необходимость в установке боковых килей практически отсутствует.